# FM La Tribu

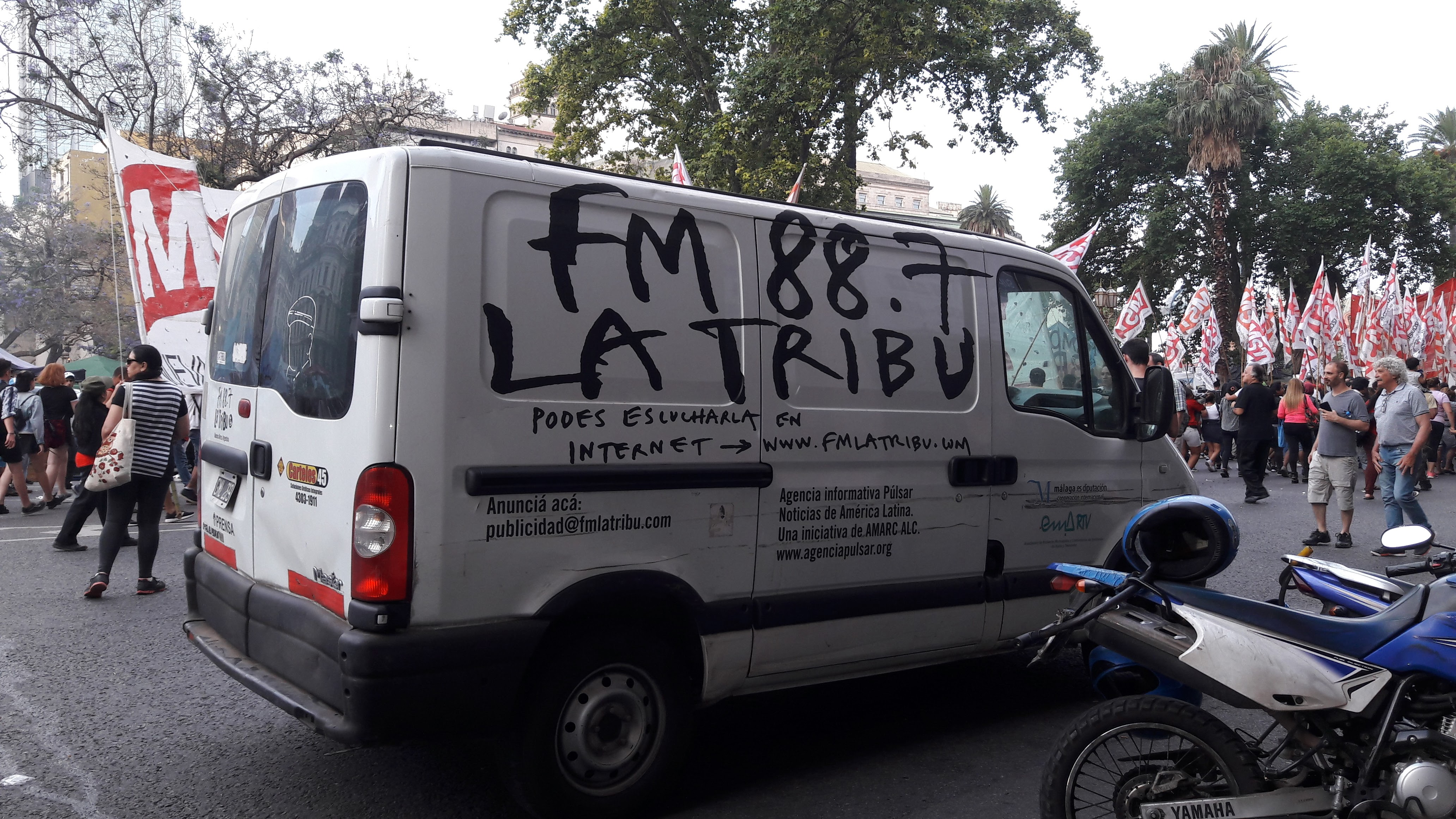
Móvil de la radio en la Marcha de la Resistencia de 2017 en Plaza de Mayo.

FM La Tribu es una radio de frecuencia modulada fundada en la ciudad de Buenos Aires en el año 1989. Sus miembros fundadores, Ernesto Lamas, Damián Valls, Hugo Lewin y Claudio Vivori, formaban parte de la agrupación universitaria de izquierda Santiago Pampillón, en la carrera de Ciencias de la Comunicación de la Facultad de Ciencias Sociales de la Universidad de Buenos Aires. La Tribu comenzó a transmitir en el 88.7 del dial como una radio comunitaria, y luego incorporó un productora de audiovisuales, un centro de capacitación y un bar, además de gestionar catorce ediciones discográficas en formato digital a través de la plataforma bandcamp.
FM La Tribu es miembro de redes de comunicación como AMARC (Asociación Mundial de Radios Comunitarias) y ALER (Asociación Latinoamericana de Educación Radiofónica). El 19 de junio de 2009 la radio cumplió sus primeros 20 años.

## Nacimiento
La Tribu surgió como una iniciativa de un grupo de estudiantes zurdos de la Carrera de Ciencias de la Comunicación de la UBA, militantes del Frente Amplio Estudiantil Santiago Pampillón (FAESP) en el año 1989, pocos años después de la recuperación de la democracia en Argentina, tras el proceso de reorganización nacional, la dictadura militar que gobernó el país entre 1976 y 1983. La idea de desarrollar medios de comunicación independientes donde mostrar una perspectiva diferente a la que presentan los grandes multimedios y medios masivos de comunicación como aparatos informativos fue lo que movilizó este proyecto que debe sus influencias a las radios comunitarias del país así como a experiencias de otros países latinoamericanos como Radio Sandino de Nicaragua o Radio Farabundo Martí en El Salvador.
La radio comenzó sus emisiones de prueba el 19 de junio de 1989. Sin nombre, la radio entonces era del grupo de emisoras consideradas clandestinas, ya que no existía figura legal que permitiera a los estudiantes emitir en una radio FM bajo la ley de radiodifusión vigente y promulgada por la dictadura militar.
Las primeras emisiones de la radio tuvieron lugar en un departamento de tres ambientes alquilado en un piso 14 del edificio ubicado en la calle Gascón esquina Sarmiento en el Barrio de Almagro. La dirección de la radio en aquel entonces estaba conformada por Ernesto Lamas, Hugo Lewin, María Cabrejas, Ivana Erlichmann, Viviana Rybak y Débora Gornitz.
La primera votación para darle un nombre llegó a bautizar la emisora como FM Revuelta, nombre que duró pocos días. Jugando con la autodefinición, los miembros decidieron presentarse como una "tribu de tribus" y así adoptaron finalmente ese nombre. El lanzamiento se produjo en la misma facultad de Ciencias Sociales.
En el departamento de Gascón, pronto despertaron el enojo de los vecinos. La radio clandestina había sido montada sin autorización. Poco tiempo después apareció la oportunidad de mudar la emisora a la actual casa de Lambaré al 800.

## La década de los 90

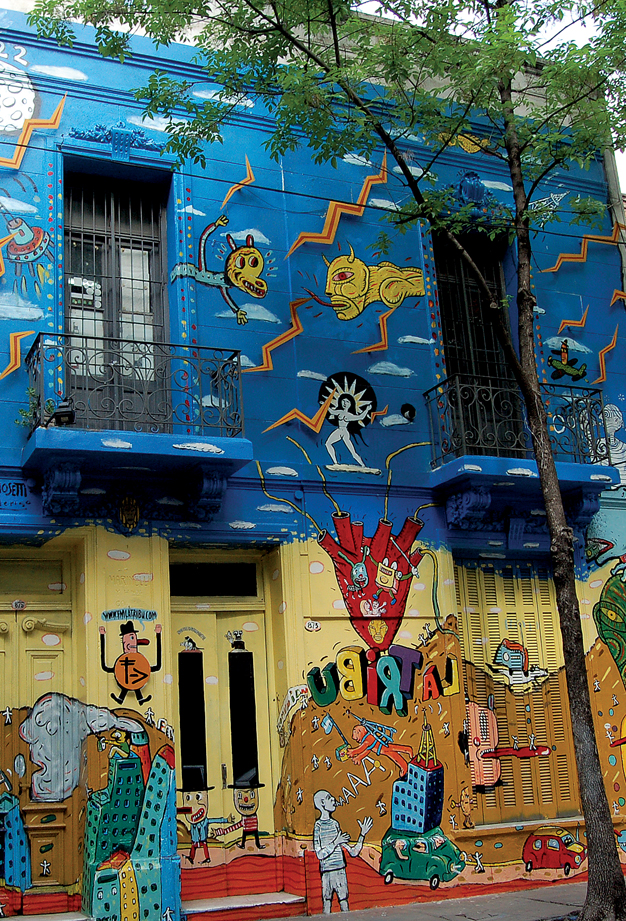
La Casona de La Tribu en Calle Lambaré, con su nuevo mural por los 20 años de vida.

La vida en el edificio de Gascón había llegado a su límite cuando la gente de La Tribu encontró la ubicación que actualmente tiene en Calle Lambaré al 800. A sólo cinco cuadras había una casa que había sido hotel de inmigrantes y que ya era un centro cultural alternativo. En septiembre de 1990 ocuparon una de las habitaciones y comenzaron a transmitir todos los días.
El 30 de agosto de 1993, la radio sufrió un ataque con bombas molotov. El ataque sólo provocó daños materiales leves (destruyó la entrada de la casa de Lambaré) y no dejó víctimas ni heridos.

## Producción cultural
FM La Tribu forma parte del colectivo Interconexiones, junto a ECO - Educación y Comunicación de Chile, FM El Puente de Uruguay, La Crujía de Argentina y Radio Viva de Paraguay. Juntas produjeron en 2009 el documental Distorsión Armónica, una producción audiovisual sobre 12 radios comunitarias, ciudadanas y alternativas de Argentina, Chile, Paraguay y Uruguay. El documental fue distribuido bajo una licencia Creative Commons.
En noviembre de 2009 realizaron el 2º Festival de Cultura Libre y Copyleft, denominado Fábrica de Fallas, donde se dieron cita numerosos activistas de la cultura libre y otros movimientos sociales como el Mocase, Vía Campesina o los movimientos mapuches.
Además ha editado discos tales como «A Bush no le va a gustar» y «Todos queremos volver a casa» junto a los trabajadores del Subterráneo de Buenos Aires, así como libros como «Muerde» y otros numerosos bienes culturales diversos.
Desde 2011, La Tribu organiza el festival anual de cine de animación "Cartón", que tiene al auditorio de Lambaré 873 como sede principal. Durante el festival se proyectan cortos (y algunos largos) de decenas de países, hay charlas y talleres y se otorgan premios.

## Premios internacionales
En 2007, La Tribu recibió el Premio Nuevo Periodismo CEMEX+FNPI, otorgado por la Fundación Nuevo Periodismo Iberoamericano presidida por Gabriel García Márquez, por una investigación que revela condiciones de trabajo semiesclavo en talleres textiles de Buenos Aires. Premio de la Cadena Hispanoamericana de Noticias Periodismo Documental [Guillermo Gauna] Fundación FLIDES Fundación para el Liderazgo y Desarrollo Social.